# Portrait du groupe des artistes de l'association Mir iskousstva
Le portrait du groupe des artistes de l'association Mir iskousstva (en russe : Групповой портрет художников общества «Мир искусства») est un tableau du peintre russe Boris Koustodiev qu'il a commencé en 1920, mais qu'il a laissé inachevé. De nombreuses études individuelles pour le tableau ont été conservées.

## Contexte
L'association artistique Mir iskousstva (En français : Monde de l'Art) est apparue au milieu des années 1890, à partir d'un cercle de jeunes étudiants qui étaient principalement des élèves de l'École Karl May (en) de Saint-Pétersbourg. Le premier évènement public organisé par l'association est l'Exposition des artistes russes et finlandais organisée à l'Académie d'art et d'industrie Stieglitz en 1898 par Serge de Diaghilev, qui, au cours de cette même année, avec la participation d'autres membres, crée la revue Mir Iskousstva, sous l'égide de laquelle se sont également tenues cinq autres expositions artistiques entre 1899 et 1903,. Contrairement à l'art académique et aux Ambulants, les participants à Mir iskousstva affirmaient dans leurs œuvres la priorité de l'esthétique dans la transformation de la réalité et aspiraient à trouver une perception synthétique de l'art tout en plaçant au premier plan l'exigence de l'individualité artistique. La stylisation décorative raffinée, l'élégance ornementale, les motifs rococos et le Style Empire ont façonné l'esthétique du Modern russe,. En 1903, l'association Mir iskousstva s'est dissoute et a cessé d'exister officiellement et une grande partie de ses membres est entrée au sein de l'Union des peintres russes,. En 1904, Serge de Diaghilev commence à organiser des expositions de portraits et y invite Boris Koustodiev. Ce dernier est reconnu comme membre fondateur de la nouvelle association, et il est également élu parmi les membres exposants de l'Union des exposants de Saint-Pétersbourg. En 1905, Koustodiev commence à participer de manière permanente aux expositions de l'Union des peintres russes, qu'il ne rejoint qu'en 1907. Paradoxalement, Boris Koustodiev est exposant à la fois de l'Union des peintres russes à Moscou et de l'association Mir Iskousstva de Saint-Pétersbourg, bien que personnellement il soit plus attiré par les belles étendues des villes de la Volga ou les ruelles tranquilles du vieux-Moscou que par Saint-Pétersbourg. En 1910, un groupe de peintres de Saint-Pétersbourg dirigé par Alexandre Benois, en désaccord sur le plan esthétique, quitte l'Union des peintres russes et constitue la nouvelle association Mir Iskousstva. En 1910, Boris Koustodiev devient membre fondateur de cette association réapparue après et malgré sa première dissolution,. Son rapprochement avec cette association Mir Iskoussta renouvelée s'explique par l'attraction ressentie par le peintre par l'existence chez les miriskousniki (peintres de Mir Iskousstva) d'une connexion entre la fiction, le fantastique et la réalité, par son aspiration à s'éloigner des excès de raffinement et à se rapprocher plutôt des traditions populaires.

## Création et histoire
Du fait de la réapparition de la nouvelle association de Mir Iskousstva, une assemblée constituante se tient et Koustodiev conçoit un portrait de groupe comme hommage à ses amis peintres. L'étude préparatoire est réalisée durant les années 1910-1916, y compris dans l'appartement d'Alexandre Benois, en visite chez Mstislav Doboujinski, ou encore dans sa maison à la rue Miasnaïa, où les miriskousniki se réunissaient autour d'une table où ils posaient dans une atmosphère détendue et joyeuse. Ce portrait de groupe formé d'une seule toile rassemblant les différents portraits séparés est créé dans les années 1916-1920 à titre d'esquisse d'un immense futur tableau qui aurait des dimensions de 2,5 × 4 mètres avec des personnages à la taille réelle, tableau qui était commandé par l'intermédiaire de Grabar par la Galerie Tretiakov. Mais ce grand tableau est resté inachevé,,,,,,. Les études et le portrait de groupe sont actuellement conservés au Musée russe.
|             |                 |                 |                  |               |                  |                  |                       |                   |                  |                      |
| Igor Grabar | Nicolas Roerich | Eugène Lanceray | Boris Koustodiev | Ivan Bilibine | Alexandre Benois | Gueorgui Narbout | Kouzma Petrov-Vodkine | Nikolaï Milliouti | Konstantin Somov | Mstislav Doboujinski |

## Description
Les dimensions du tableau de taille réduite qui lui a subsisté sont de 52 × 89 cm. Il est peint à l'huile sur toile. Il est signé en bas à droite suivant l'orthographe russe d'avant 1918 : Б. Кустодиевъ/1916—1920' (B. Kustodiev) . De gauche à droite sont représentés : Igor Grabar, Nicolas Roerich, Eugène Lanceray, Boris Koustodiev, Ivan Bilibine, Anna Ostroumova-Lebedeva, Alexandre Benois, Gueorgui Narbout, Kouzma Petrov-Vodkine, Nicolas Millioti, Constantin Somov et Mstislav Doboujinski,.

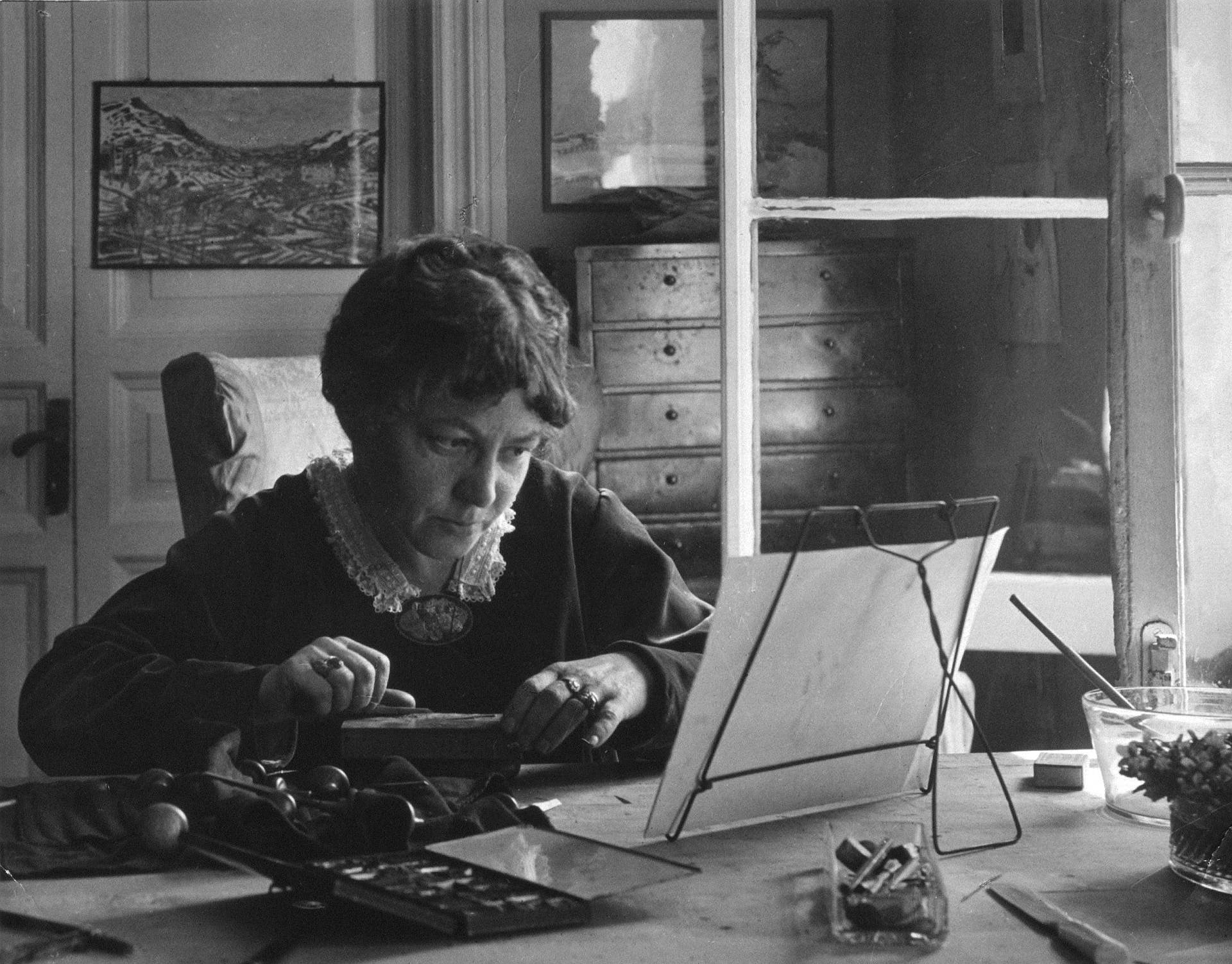
Anna Ostroumova-Lebedeva, la seule femme peintre du groupe

Tous les artistes sont représentés sur la toile en personnages importants, créatifs et inspirés participants à une discussion qui les unit tous à propos du sort de la nouvelle association,. Chacun est représenté individuellement avec les traits marquants de sa personnalité, avec ses expressions de visage et ses attitudes les plus expressives. Le tableau représente une réunion d'artistes décontractés dans le cadre raffiné de l'appartement de Mstislav Doboujinski. Grabar est assis en bout de table, tient un livre ouvert devant lui et écoute les conversations. À côté de lui, plongé dans ses pensées, se tient le discret et sage Roerich. À droite de Grabar, est assis dos aux spectateurs Koustodiev lui-même, vers lequel se retourne Anna Ostroumova-Lebedeva, la seule femme du groupe, au centre de la toile. Près d'elle, Petrov-Vodkine se lève de son siège et semble pressé de dire quelque chose. À l'autre bout de la table, Doboujinski, Somov et Millioti tiennent une conversation entre eux, mais qui est écoutée de loin par quelques autres. Benois, Lanceray et Bilibine (ce dernier tient un verre dans la main gauche), debout à l'arrière, tendent l'oreille pour les écouter au milieu des bruits des autres conversations. Derrière le dos de Benois, se tient Narbut qui ne semble écouter personne et regarde devant lui,. Ce tableau se présente comme un sujet sans précédent pour l'époque : un portrait de groupe d'artistes ayant un projet commun sur base de conceptions artistiques proches les unes des autres. Même les Ambulants n'avaient pas réalisé une peinture de ce genre. Il existe toutefois une photographie du groupe des artistes membres de cette association qui date de 1886.